# SJ Tb (1969)
Die Fahrzeuge der schwedischen Baureihe Tb wurden von Statens Järnvägar (SJ) 1969 (Tb 284 bis 291) und 1970 (Tb 292 und 293) von Nydqvist och Holm gekauft. Die Lokomotiven wurden für die Beförderung von Güter- und Arbeitszügen und für Schneeräumdienste verwendet.

## Geschichte
Ab 1969 ersetzten Statens Järnväger in größerem Umfang Schneepflüge, die von Lokomotiven befördert werden mussten. Neben den 10 schwereren Lokomotiven der Baureihe Tb mit der Achsfolge Bo'Bo' wurden 20 leichte dieselhydraulische Lokomotiven mit der Achsfolge B beschafft, die die Baureihenbezeichnung Tc erhielten. 1989 wurden die Lokomotiven an Banverket übertragen und nur noch für Sonderaufgaben verwendet.

## Technische Ausstattung

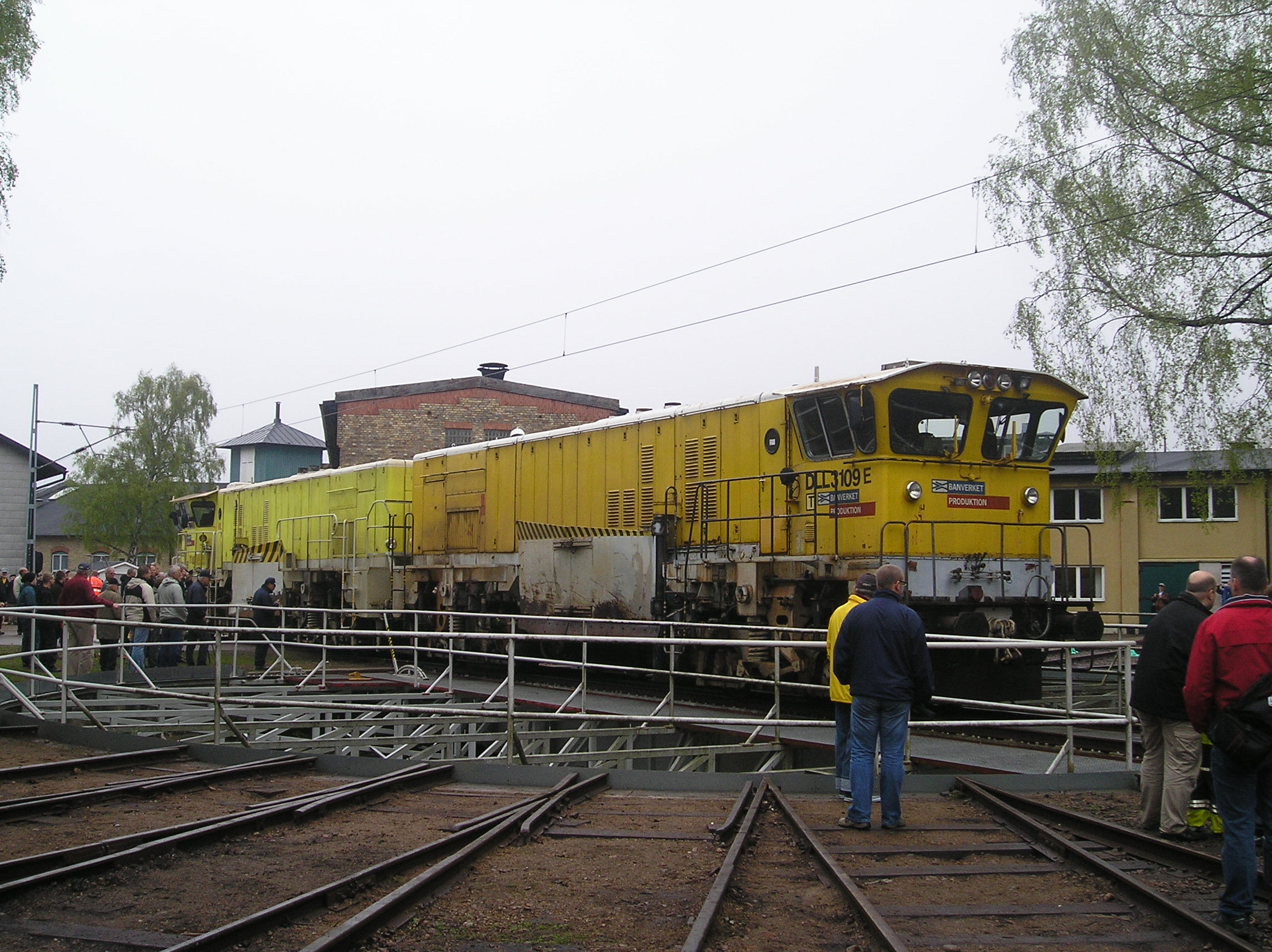
DLL3109, die ehemalige Tb 293, in Ängelholm

Die Lokomotiven haben vorne und an den Seiten Schneeräumer, die bei Nichtgebrauch entfernt werden können. Da sie nur einen Führerstand haben, mussten sie mit einer eingebauten Hubeinrichtung gedreht werden. Mehrfachtraktion ist mit Lokomotiven der Baureihe T44 möglich, ferner, indem zwei Lokomotiven mit den B-Enden – den Seiten ohne Führerstand – gekuppelt werden. Statt des vorne angebrachten Schneepfluges können Rangiertritte sowie Puffer und Kupplungseinrichtungen montiert werden, um für Gleisarbeitszüge universeller einsetzbar zu sein.
Wie die Baureihe T44 erhielten die Tb den Motor von General Motors (GM). Das Motorengeräusch der Tb-Lokomotiven kann mit dem eines Hubschraubers verglichen werden.
Bei den Lokomotiven Tb 284–289 wurde 1969/1970 die Hubplatte entfernt und durch eine zusätzliche Laufachse ersetzt. Später entfiel diese Laufachse zugunsten eines zusätzlichen Kraftstofftanks.
Fast alle Lokomotiven wurden neu lackiert und sind jetzt gelb. Das ursprüngliche Farbschema war Orange mit Grau.

## Einsatzgebiet
Die Fahrzeuge waren im Wesentlichen im Norden von Schweden im Einsatz, darunter in Gävle, Luleå, Östersund, Kiruna, Borlänge und Örebro.
SJ setzte die Lokomotiven im Winter zum Schneeräumen und im Sommer vor Güterzügen und Gleisbauzügen ein. Unter anderem zogen sie Holzzüge auf der Bahnstrecke Rättvik–Borlänge (Siljansbanan), fallweise wurden sie auf dieser Strecke auch vor Reisezügen eingesetzt.

## Lebensläufe der Fahrzeuge
Mit der 1988 erfolgten Gründung von Banverket (BV) wurden die Lokomotiven sowie deren Aufgaben 1989 an BV abgegeben. 1992 erhielten sie die Baureihenbezeichnung DLL (schwedisch diesellinjelok).
| Lebensläufe der Fahrzeuge | Lebensläufe der Fahrzeuge | Lebensläufe der Fahrzeuge     | Lebensläufe der Fahrzeuge     | Lebensläufe der Fahrzeuge                         | Lebensläufe der Fahrzeuge |
| ------------------------- | ------------------------- | ----------------------------- | ----------------------------- | ------------------------------------------------- | ------------------------- |
|                           | Bahndienstfahrzeuge SJ    | Bahndienstfahrzeuge Banverket | Bahndienstfahrzeuge Banverket |                                                   |                           |
| Nummer                    | 1989                      | 1989                          | 1992                          | Besonderes                                        |                           |
| Tb 284                    |                           | BV MTB011 3100                | BV DLL 3100                   | 200x an InfraNord DLL 3100, EVN: 92 74 0003 100-5 |                           |
| Tb 285                    |                           | BV MTB011 3101                | BV DLL 3101                   | 200x an InfraNord DLL 3101, EVN: 92 74 0003 101-3 |                           |
| Tb 286                    |                           | BV MTB011 3102                | BV DLL 3102                   | 2005 in Östersund verschrottet                    |                           |
| Tb 287                    | Qzy 9451333               | BV MTB011 3103                | BV DLL 3103                   | 2012 in Östersund verschrottet                    |                           |
| Tb 288                    |                           | BV MTB011 3104                | BV DLL 3104                   | 200x an InfraNord DLL 3104, EVN: 92 74 0003 104-7 |                           |
| Tb 289                    |                           | BV MTB011 3105                | BV DLL 3105                   | 200x an InfraNord DLL 3105, EVN: 92 74 0003 105-4 |                           |
| Tb 290                    |                           | BV MTB011 3106                | BV DLL 3106                   | 200x an InfraNord DLL 3106, EVN: 92 74 0003 106-2 |                           |
| Tb 291                    |                           | BV MTB011 3107                | BV DLL 3107                   | 200x an InfraNord DLL 3107, EVN: 92 74 0003 107-0 |                           |
| Tb 292                    |                           | BV MTB011 3108                | BV DLL 3108                   | 200x an InfraNord DLL 3108, EVN: 92 74 0003 108-8 |                           |
| Tb 293                    |                           | BV MTB011 3109                | BV DLL 3109                   | 200x an InfraNord DLL 3109, EVN: 92 74 0003 109-6 |                           |

## InfraNord DLL
Die Gesellschaft InfraNord kaufte im Laufe der 2000er Jahre acht Fahrzeuge von Banverket.